# AMD-65
AMD-65 (венг. Automata Módosított Deszant[fegyver] 1965, Автомат модифицированный десантный 1965 года) — венгерский автомат, вариант советского автомата АКМ, предназначенная для использования механизированными и воздушно-десантными частями в качестве основного стрелкового оружия, а также экипажами бронетехники как средство огневой поддержки. Отличается компактным размером благодаря складывающемуся стальному прикладу. Разработано под стандартный патрон 7,62x39 мм. Автоматика основана на отводе пороховых газов. В венгерской армии позднее заменён автоматом AK-63, более дешёвой и точной копией АКМ.

## Отличительные особенности
При производстве большинства автоматов AMD-65 не использовалось дерево. Цевьё изготавливается из перфорированного листового металла, к нему крепится передняя вертикальная рукоятка, изготовленная из пластика (реже из дерева) и позволяющая контролировать ведение непрерывного огня. Она выдвинута вперёд для балансировки при замене магазина и физически не отличается от стандартной рукоятки автомата.
Возможна стрельба как одиночным, так и непрерывным огнём. Питание осуществляется от стандартных коробчатых магазинов на 30 патронов, однако доступны уменьшенные «офицерские» магазины на 20 патронов или увеличенные магазины на 40 патронов. Оружие обладает отличной совместимостью с 20-патронными магазинами, поскольку на их установку тратится меньше времени, и может эффективно использоваться в рукопашном бою. В связи с небольшим радиусом эффективной стрельбы и невысоким качеством производимых патронов, а также укороченным стволом точность и кучность стрельбы ниже теоретической.

## Модификации

### AMD/AKM-63
До принятия на вооружение AK-63 в Венгрии использовался вариант AKM-63 со стандартным прикладом и длинным стволом, а также стандартной соответствующей линией видимости. Передняя и задняя пистолетные рукоятки и металлическое цевьё не отличались от AMD-65.

### AMD-65M
Модификация AMD-65M была создана в 2000-е годы. Оружие изготавливалось из стали и пластика, отличалось наличием планки Пикатинни, новыми рукоятками, подствольным гранатомётом, возможностью установки оптических прицелов и фонарей:
- телескопический прицел CAA CBS+ACP;
- узел газовой камеры Brügger & Thomet BT-21428;
- гранатомёт HK M320;
- коллиматорный прицел Aimpoint CompM2 (B&T BT-21741);
- коллиматорный прицел Aimpont 3×Mag (B&T BT-211115, B&T BT-211113);
- лазерный целеуказатель Insight Technology AN/PEQ-2 TPIAL;
- передняя рукоятка с сошками CAA BP;
- пистолетная рукоятка CAA AG47.

## Применение

### Страны-пользователи
- Венгрия — Венгерская народная армия, позднее снят с вооружения и заменён на AK-63[2]; использовался полицией;
- Грузия — 1186 экземпляров поставлено из Венгрии в период до 15 мая 2008 года[3];
- Исламская Республика Афганистан — использовался Национальной полицией Афганистана[4]; в качестве трофейного оружия используется и талибами[4];
- ООП — на вооружении Организации освобождения Палестины[5];
- Словения[6];
- США — на вооружении сил специальных операций США в Афганистане[2].

### Распространение за рубежом

#### В США
Оружие экспортировалось в США без ствольной коробки как таковой. Легальная сборка оружия могла осуществляться только при наличии ствольной коробки американского производства, в которой отсутствовали элементы, необходимые для возможности ведения непрерывного огня. Национальный акт об огнестрельном оружии классифицировал экспортированный AMD-65 как «короткоствольную винтовку», использование которой в целях самозащиты возможно при удлинении ствола до определённого уровня, однако некоторые частные лица приобретали оружие без приклада и передней пистолетной рукоятки, что позволяло классифицировать данное оружие как «пистолет» и исключало необходимость в удлинении ствола. Эта процедура проводится согласно документу 922 (r) Кодекса США, который гласит, что импортированное оружие со стволом определённой длины не может использоваться в спортивных соревнованиях. В настоящее время самозарядная версия AMD-65 доступна для продажи во многих штатах.

#### В других странах
AMD-65 экспортировался на Западный берег реки Иордан и в Афганистан. В связи с расширением численности состава служб безопасности в Западной Европе и США и заключением контрактов с наёмниками из частных военных компаниях автомат AMD-65 калибра 7,62 мм стал преобладать над многими автоматами калибра 5,56 мм. Сочетание большого калибра и небольшой длины обеспечивает высокую останавливающую силу пули при бое на небольшой дистанции. Надёжное металлическое цевьё идеально подходит для установки лазерных целеуказателей, тактических фонарей и других аксессуаров. Форму затыльника приклада можно изменить для использования барабанных магазинов на 75 патронов от РПК, а ударно-спусковой механизм можно перенастроить для более плавного перехода из режима одиночной стрельбы в режим ведения непрерывного огня.

## Галерея

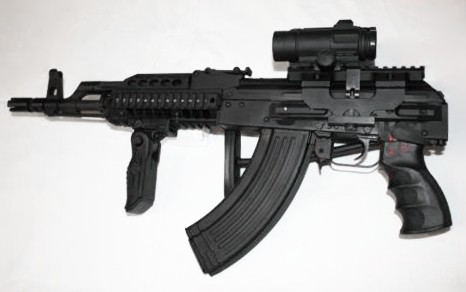
Автомат AMD-65M со сложенным прикладом
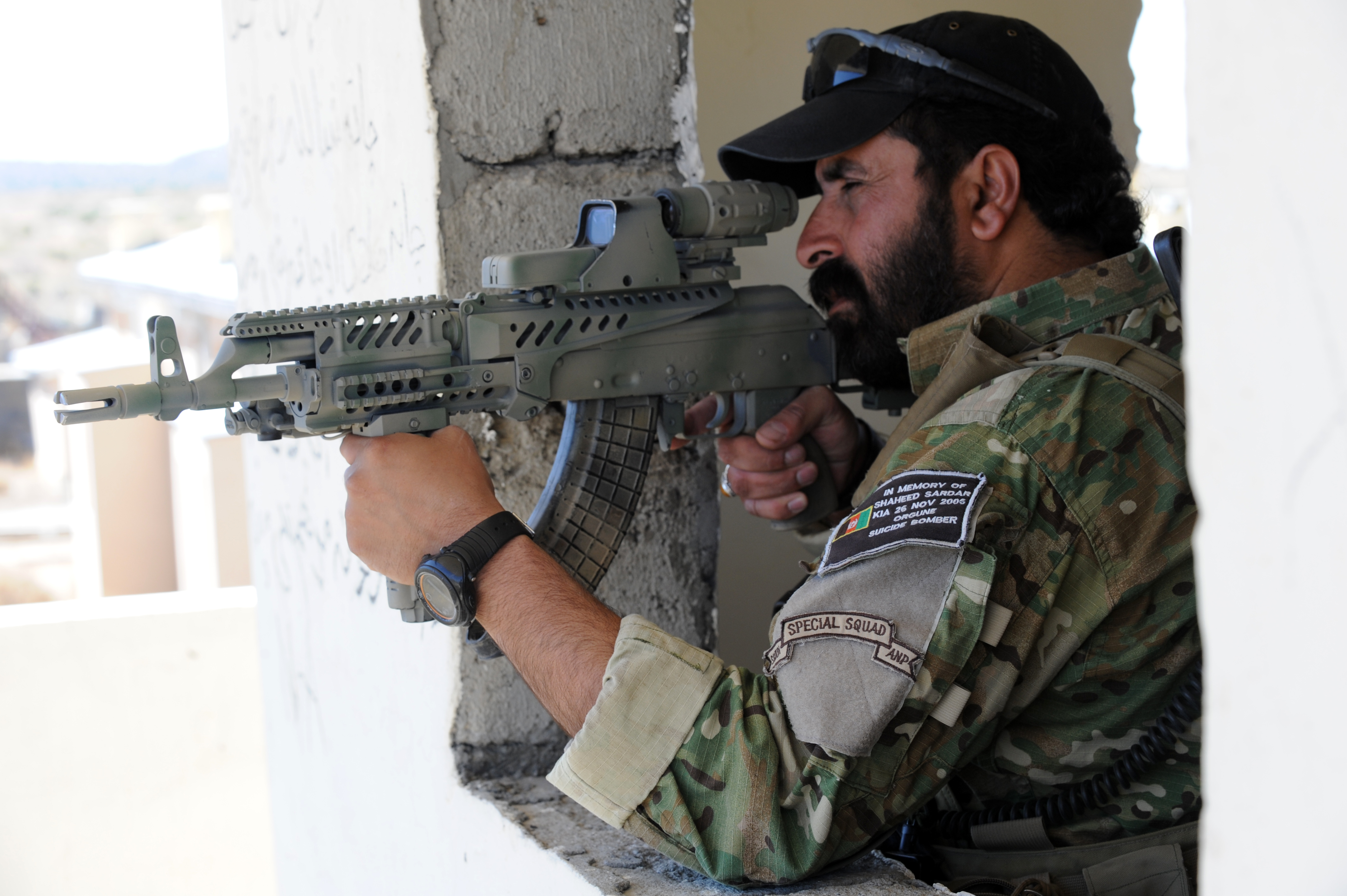
Офицер Национальной полиции Афганистана с модифицированным AMD-65 и телескопическим прицелом, сентябрь 2010
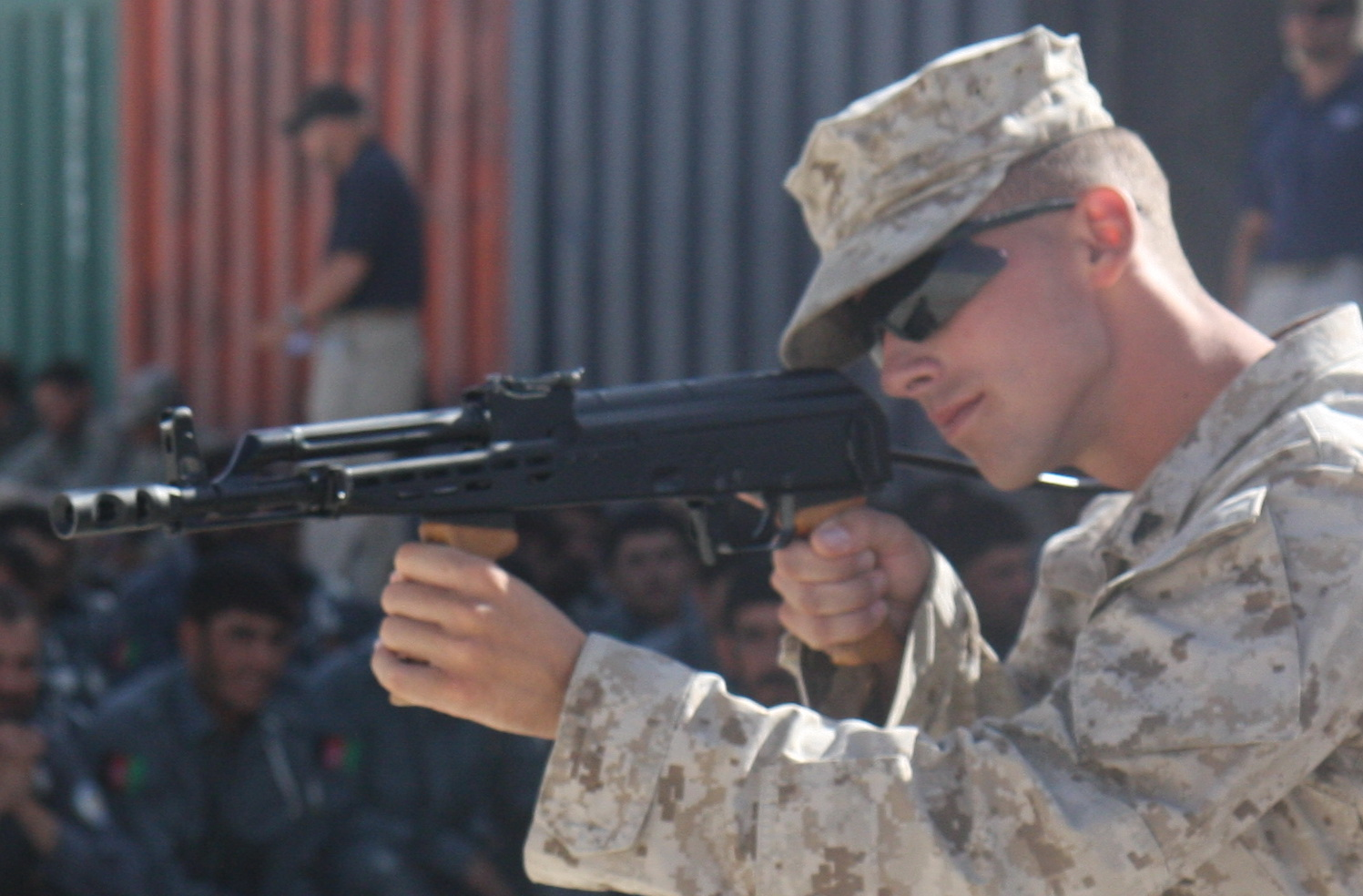
Капрал Корпуса морской пехоты США Кори Дж. Бекер на учениях Национальной полиции Афганистана; Лашкар-Гах, Афганистан, 3 июня 2008
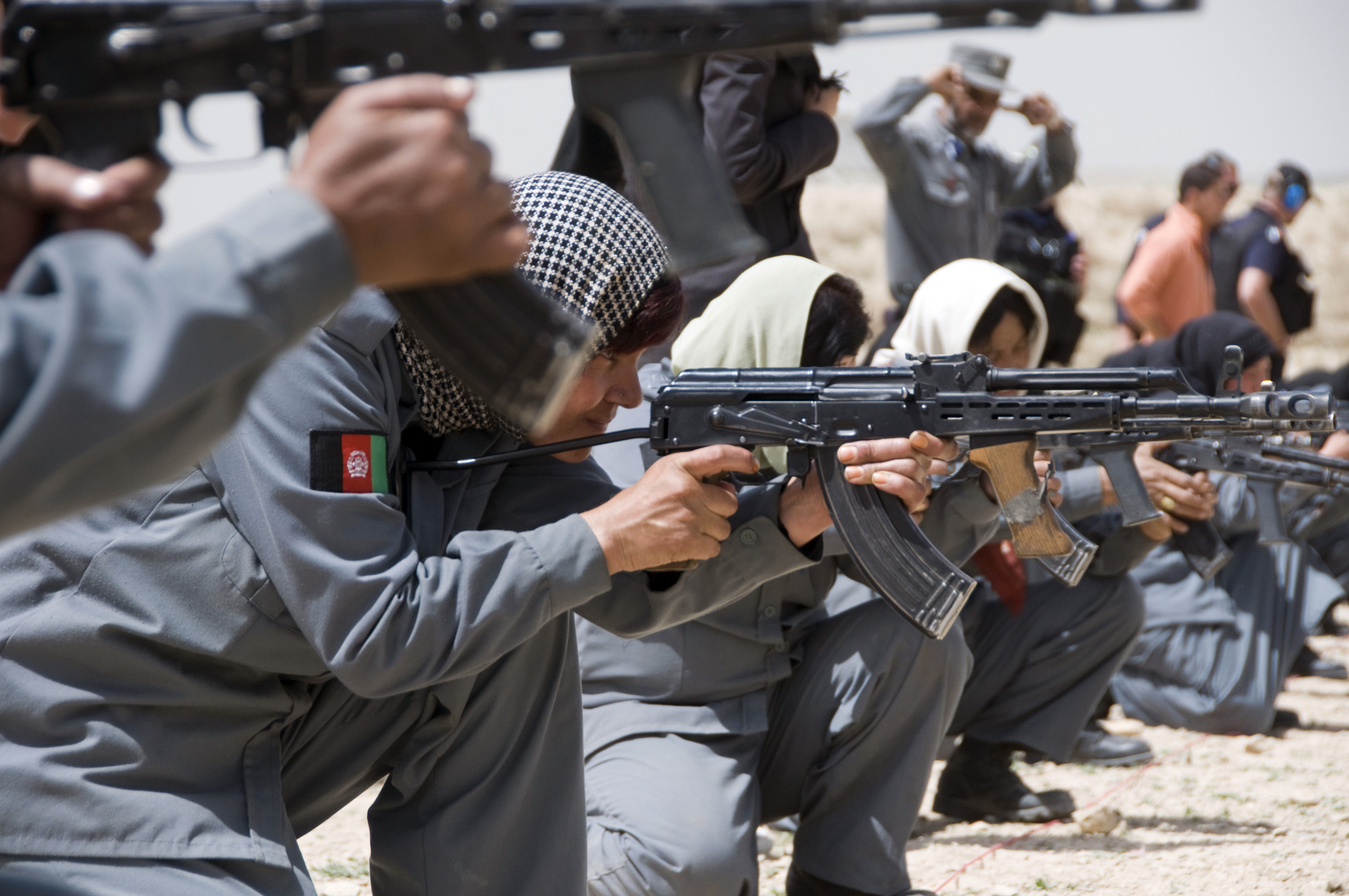
Женщины Национальной полиции Афганистана проходят тактическое обучение в Кабульском военном учебном центре, занимаясь учебными стрельбами; 13 апреля 2010
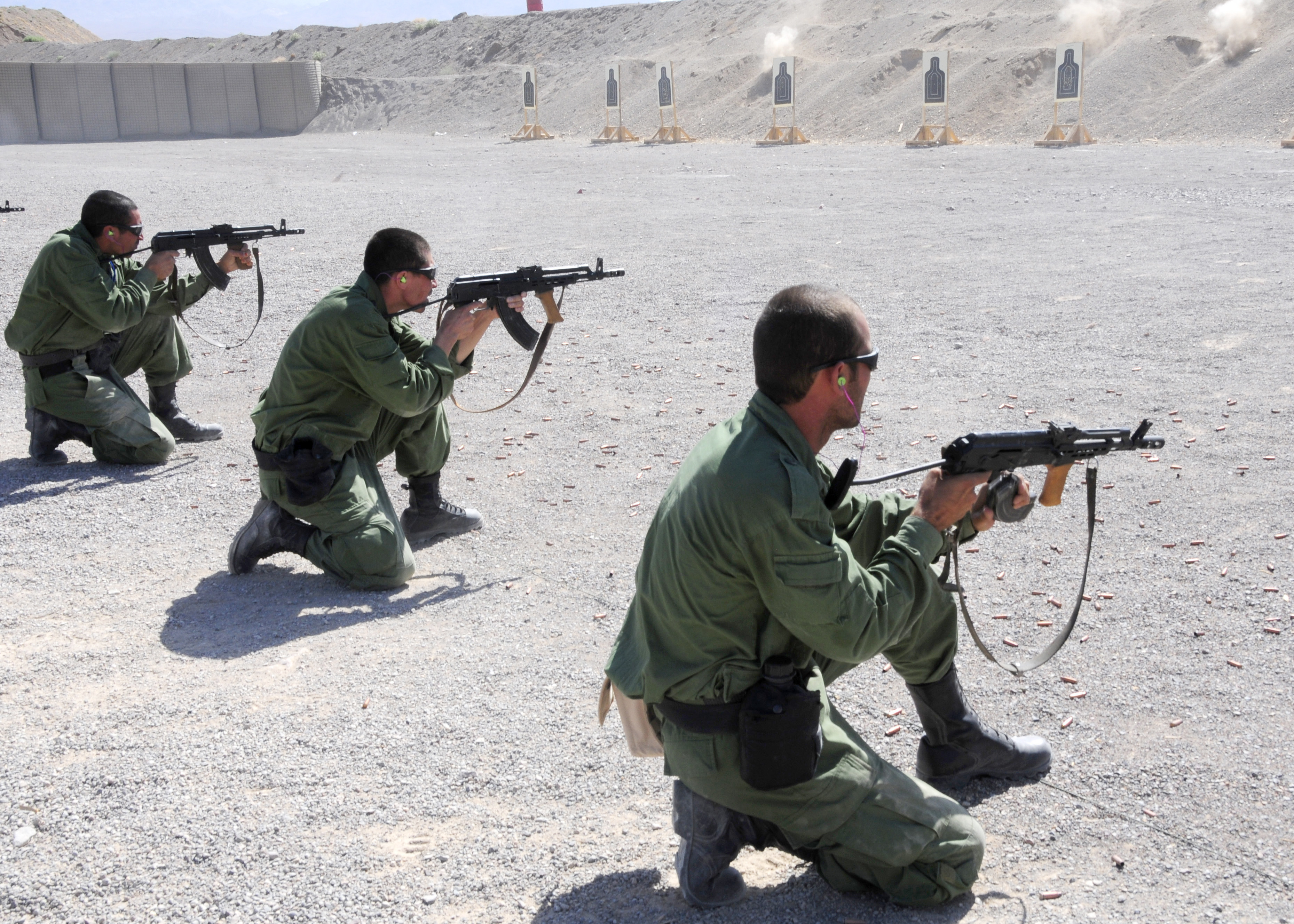
Группа бойцов Национальной полиции Афганистана ведёт учебную стрельбу в лагере Шуз в провинции Херат